# 大庄西町
大庄西町（おおしょうにしまち）は、兵庫県尼崎市にある町丁。1丁目から4丁目まである。郵便番号は660-0077。

## 地理
東は大庄中通・水明町、西は西宮市小松東町・小松南町、南は武庫川町、北は大島と隣接している。

## 交通

### 鉄道
鉄道は走っていない。

### バス
| 路線番号 | 業者     | 起点       | 町内の停留所                              | 終点       |
| -------- | -------- | ---------- | ----------------------------------------- | ---------- |
| 47       | 阪神バス | 武庫営業所 | (大島)-大島3丁目-大庄西-松内町-(武庫川町) | 武庫川     |
| 47-2     | 阪神バス | 武庫営業所 | (大島)-大島3丁目-大庄西-松内町-(武庫川町) | 武庫川     |
| 50       | 阪神バス | JR尼崎     | (大島)-大島3丁目-大庄西-(大庄中通)        | 阪神出屋敷 |
| 50-4     | 阪神バス | JR尼崎     | (大島)-大島3丁目-大庄西-松内町-(武庫川町) | 武庫川     |

## 校区
出典:
| 丁目 | 区域                                    | 小学校     | 中学校     |
| ---- | --------------------------------------- | ---------- | ---------- |
| 1    | 全域                                    | 大庄小学校 | 大庄中学校 |
| 2    | １～４番、１２番1～8、28～37号          | 大庄小学校 | 大庄中学校 |
| 2    | ５～１１番、１２番9～27号、１３～３６番 | 成文小学校 | 大庄中学校 |
| 3    | 全域                                    | 大庄小学校 | 大庄中学校 |
| 4    | 全域                                    | 大庄小学校 | 大庄中学校 |

## 施設

### 1丁目
- キコーナ 武庫川店
- 宗教法人円徳寺
- 浄土真宗本願寺派 源光寺

### 2丁目
- 武庫川KCスタジオ
- 雉ヶ坂
- 契沖歌碑

### 3丁目
- 尼崎市立大庄南生涯学習プラザ
- ローソン 尼崎大庄西町三丁目店
- 大庄元気むら

### 4丁目
- グルメシティ 尼崎大庄店
- CoCo壱番屋 尼崎大庄西町店